# Hot Shots! 2
Hot Shots! 2 (Hot Shots! Part Deux) è un film del 1993 diretto da Jim Abrahams.
Sequel del film Hot Shots! e dotato di una trama molto semplice, il film in realtà è una parodia di pellicole cinematografiche molto famose, in particolare i primi film di Rambo, di cui riprende molte situazioni portandole all'eccesso o dando loro un tono apertamente comico.

## Trama
Medio Oriente, anni novanta: un dittatore (trattasi esplicitamente di Saddam Hussein) rapisce alcuni soldati americani. Il Presidente degli Stati Uniti, l'ex ammiraglio della Marina militare Thomas "Tug" Benson, prova ripetutamente a liberarli con azioni di forza, che non riescono nel loro intento. Nel frattempo, il tenente Topper Harley si è ritirato in un tempio buddista, incapace di reagire allo stato di inerzia in cui si trova, a causa della fine della storia con la sua vecchia fidanzata, Ramada Rodham Hayman.
Topper sembra l'uomo adatto per questa missione, ma non riesce a scuotersi dal proprio torpore, tranne quando si presenta a lui un'avvenente agente della CIA, che lo convince ad accettare il nuovo incarico. Intanto, anche il colonnello Denton Walters, inviato del Presidente, è stato catturato. Topper giunge in Iraq ed inizia una serie di combattimenti e gag, fino alla divertente conclusione.

## Parodie
- Il film è principalmente una parodia di Rambo, ma vengono prese di mira molte altre pellicole, quali Guerre stellari, Terminator 2 - Il giorno del giudizio, Il mago di Oz, Chi ha incastrato Roger Rabbit, Casablanca e Apocalypse Now.
- Nella scena in cui Topper e Ramada fanno una cena romantica al ristorante Mar Fluviale, appaiono due cuochi che cantano, anche se con altre parole, la canzone della cena tra Biagio e Lilli in Lilli e il Vagabondo, Harley e la ragazza mangiano addirittura lo stesso piatto dei due cani nel film Disney, gli spaghetti con le polpette, parodiando il fatidico bacio dello spaghetto di quel classico.
- Sempre nel ristorante si possono notare tre uomini seduti al tavolo vicino: sono Michael Corleone, Mark McCluskey e Virgil Sollozzo nella scena de Il padrino poco prima che Corleone uccida gli altri due.
- Un'altra parodia è legata all'accavallamento di gambe di Sharon Stone in Basic Instinct, dove Michelle, vestita praticamente uguale, accavalla le gambe di fronte a Harley.
- Nella scena in cui Ramada smaschera Michelle, quest'ultima inizia a correre. Ramada la insegue e iniziano a fare il percorso del gioco a premi American Gladiators.

## Curiosità
In una scena del film, mentre Topper ed i suoi compagni stanno navigando lungo un fiume, incrociano un altro battello, su cui è presente Martin Sheen. Incrociandosi, entrambi si fanno i complimenti, esclamando "Sei stato grande in Wall Street", film che li ha visti entrambi nel cast.
Nel cast è presente anche Richard Crenna, il colonnello Trautman dei veri film di Rambo.

## Distribuzione

### Divieti
Negli Stati Uniti d'America la MPAA ha classificato il film come parents strongly cautioned (PG-13) per scene contenenti parodie sessuali e linguaggio.

## Accoglienza

### Incassi
Il film ha incassato meno del precedente, ma è stato comunque un successo con quasi 135 milioni di dollari in tutto il mondo.

### Critica
Sul sito web di recensioni Rotten Tomatoes, il film ha un rating di approvazione del 58%, sulla base di 33 recensioni, e un voto medio di 5,6/10. Su Metacritic ha un punteggio medio ponderato di 64 su 100, basato su 20 recensioni di critici, che indica "recensioni generalmente positive".